# Anna Liminowicz
Anna Liminowicz (ur. 1979) – polska fotograf i reportażystka.

## Życiorys
Ukończyła Fotografię Prasową w Instytucie Dziennikarstwa Uniwersytetu Warszawskiego oraz Polską Szkołę Reportażu. W centrum jej zainteresowań znajdują się kwestie społeczne. Laureatka m.in. Nagrody im. Krzysztofa Millera za odwagę patrzenia (2018) oraz Grand Press Photo (2016 i 2014) za długoterminowy projekt Między blokami. Współpracuje z The New York Times,  NRC, The Globe and Mail, Les Echos Weekend, Welt Am Sonntag.  Członkini Women Photograph
Mieszka w Warszawie.

## Nagrody
Otrzymała następujące nagrody i wyróżnienia:
- 2018: nagroda Krzysztofa Millera, Między blokami
- 2017: Grand Press Photo (nominacja w kategorii Portret),
- 2016: Grand Press Photo (druga nagroda w kategorii Życie codzienne),
- 2014: Grand Press Photo (druga nagroda w kategorii Życie codzienne),
- 2014: Grand Press Photo (nominacja w kategorii Życie codzienne),
- 2011: Gdańsk Press Photo (wyróżnienie w kategorii Portret)[2].